# Пол Пескісолідо
Пол Пескісолідо (англ. Paul Peschisolido, нар. 25 травня 1971, Скарборо) — канадський футболіст, що грав на позиції нападника насамперед за низку англійських клубних команд та національну збірну Канади, у складі якої — володар Золотого кубка КОНКАКАФ 2000 року.
По завершенні ігрової кар'єри — тренер.

## Клубна кар'єра
У дорослому футболі дебютував 1991 року виступами на батьківщині за команду «Торонто Бліззард», в якій провів два сезони. 
1992 року перебрався до Англії, приєднавшись до складу друголігового «Бірмінгем Сіті». Провів в англійському футболі решту своєї кар'єри, що тривала до 2008 року, грючи на рівні Чемпіоншипа, за виключенням двох сезонів у складі «Фулгема», а також проведеного у «Лутон Таун» свого останнього сезону 2007/08, коли канадієць виступав у третьому за силою англійському дивізіоні.
Крім цих клубів залишив помітний слід в історії таких команд як «Сток Сіті», «Вест-Бромвіч Альбіон», «Шеффілд Юнайтед» та «Дербі Каунті», в яких мав постійне місце в основному складі і забив достатньо важливих голів.
У 2008—2009 роках був гравцем ірландського «Сент-Патрікс Атлетік», де утім не заграв, перейшовши натомість на тренерську роботу.

## Виступи за збірну
1992 року дебютував в офіційних матчах у складі національної збірної Канади.
У складі збірної був учасником розіграшу Золотого кубка КОНКАКАФ 1993 року у США та Мексиці. За сім років брав участь у своїй другій континентальній першості — розіграші Золотого кубка КОНКАКАФ 2000 року у США, де канадці здобули золоті нагороди. Ця перемога дала Канаді право участі у Кубку конфедерацій 2001 року, де Пескісолідо також був включений до заявки збірної.
Загалом протягом кар'єри в національній команді, яка тривала 13 років, провів у її формі 53 матчі, забивши 11 голів.

## Кар'єра тренера
По завершенні кар'єри гравця 2009 року, залишився у системі ірландського «Сент-Патрікс Атлетік», перейшовши на посаду тренера. Згодом у 2009–2012 роках був головним тренером англійського «Бертон Альбіон».

## Титули і досягнення
- Володар Золотого кубка КОНКАКАФ (1): 2000